# ダーフィット・フィンクボーンス
ダーフィト・フィンクボーンス（David Vinckboons、1576年8月13日(洗礼日） – 1632年頃）は、オランダ黄金時代の画家、版画家の一人である。姓の綴りには「Vingboons」、「 Vinghboons」、「Vinckebonis」、「 Vinckboom」と様々に綴られてきた。

## 略歴
メヘレンで生まれた。父親のPhilip Vinckboonsは水彩画家だった,家族と宗教的対立による混乱のために、1580年頃にアントウェルペンに移り、さらにスペイン軍の侵攻によって1585年にミデルブルフに移った。1590年にアムステルダムに移り、1591年にアムステルダムの市民権を得た。芸術家の多く住むアムステルダムのSint Antoniesbreestraat に住んだ。ネーデルランドの画家の伝記を著したカレル・ヴァン・マンデルによれば、父親以外の画家について学んだことは無かったが、ヒリス・ファン・コーニンクスロー(1544-1607)やピーテル・ブリューゲル(c.1530-1569)らの作品に影響を受けて、ハンス・ボル(1534-1593)やルーラント・サーフェリー(1576/1578-1639)とともに人気のある風俗画家、風景画家になった。
1602年に公証人の娘と結婚し、息子に地図製作者、水彩画家のヨハネス・フィンクボーンス（Johannes Vingboons: 1616/1617–1670）や建築家のユスタス・フィンクボーンス(Justus  Vingboons: c.1620–c.1698)、フィリップ・フィンクボーンス(Philips Vingboons: c.1607–1678)らが生まれた。
工房を開き息子や多くの弟子と働き、多くの風俗画や風景画を制作した。聖書の場面を描いた宗教画も描いた。ヒリス・ドンデクーテルやヘンドリック・アーフェルカンプ、エサイアス・ファン・デ・フェルデといった画家たちに影響を与えたとされる。

## 作品

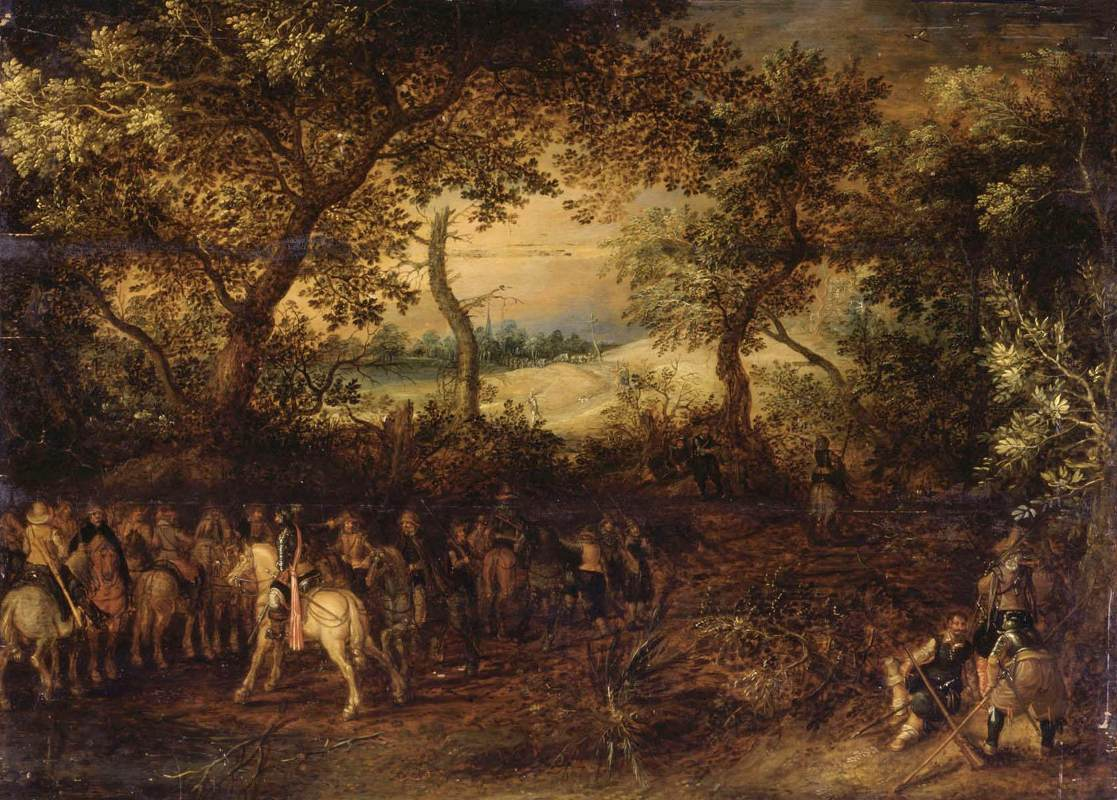
待ち伏せの指示をする上官
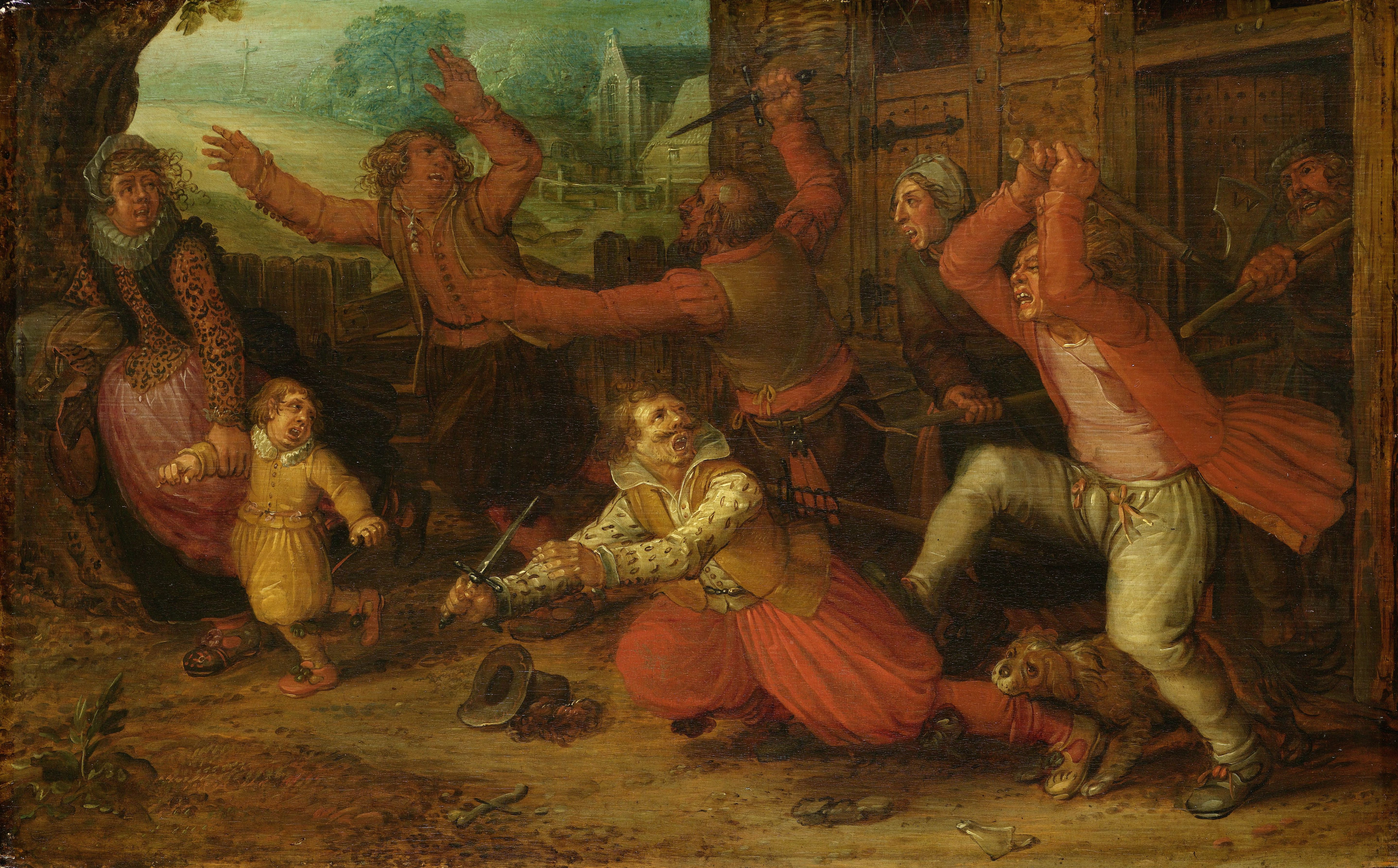
金持ちを追い出す農民
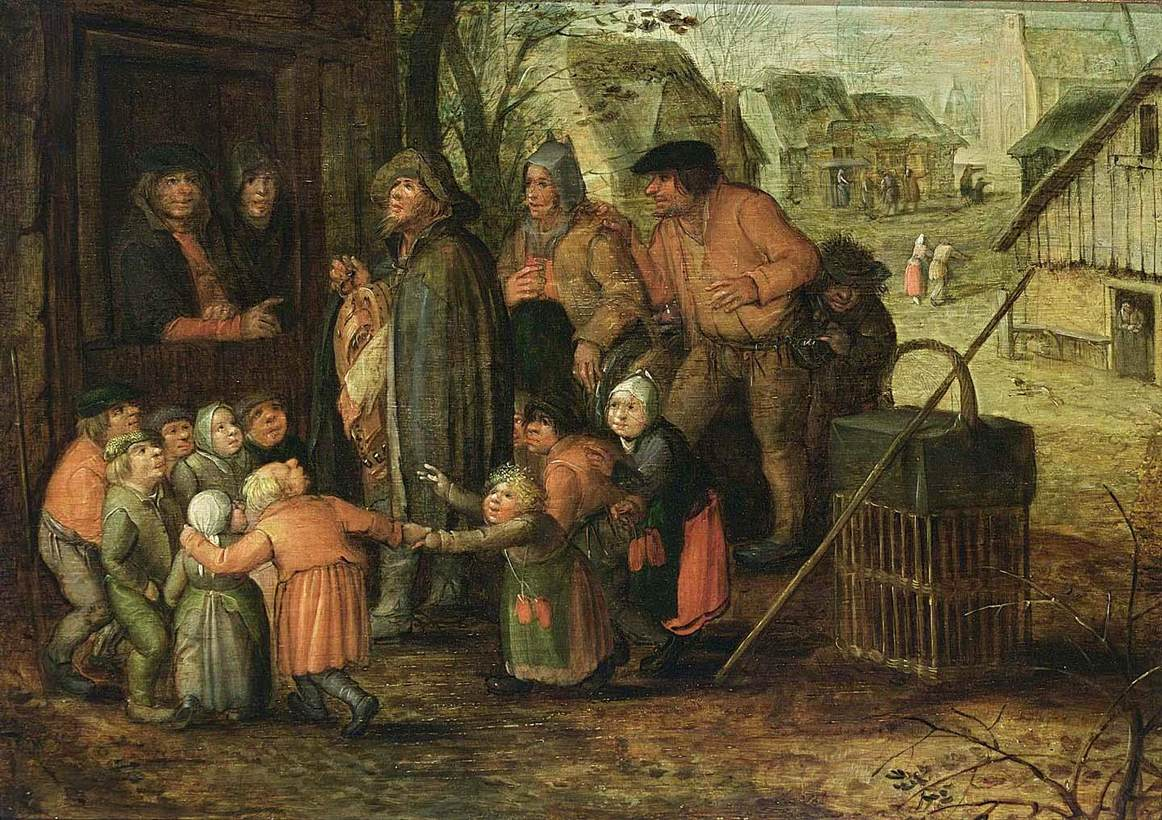
盲目のハーディ・ガーディ奏者
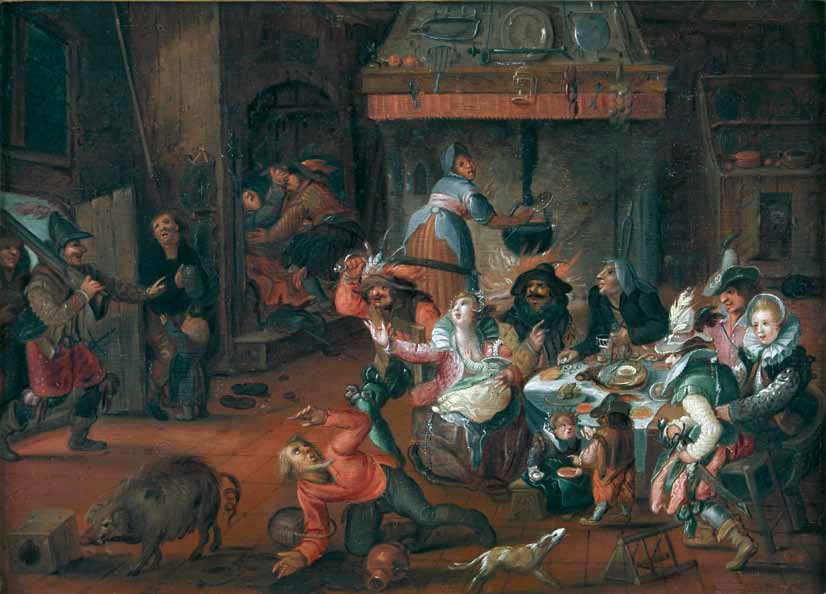
居酒屋の兵士
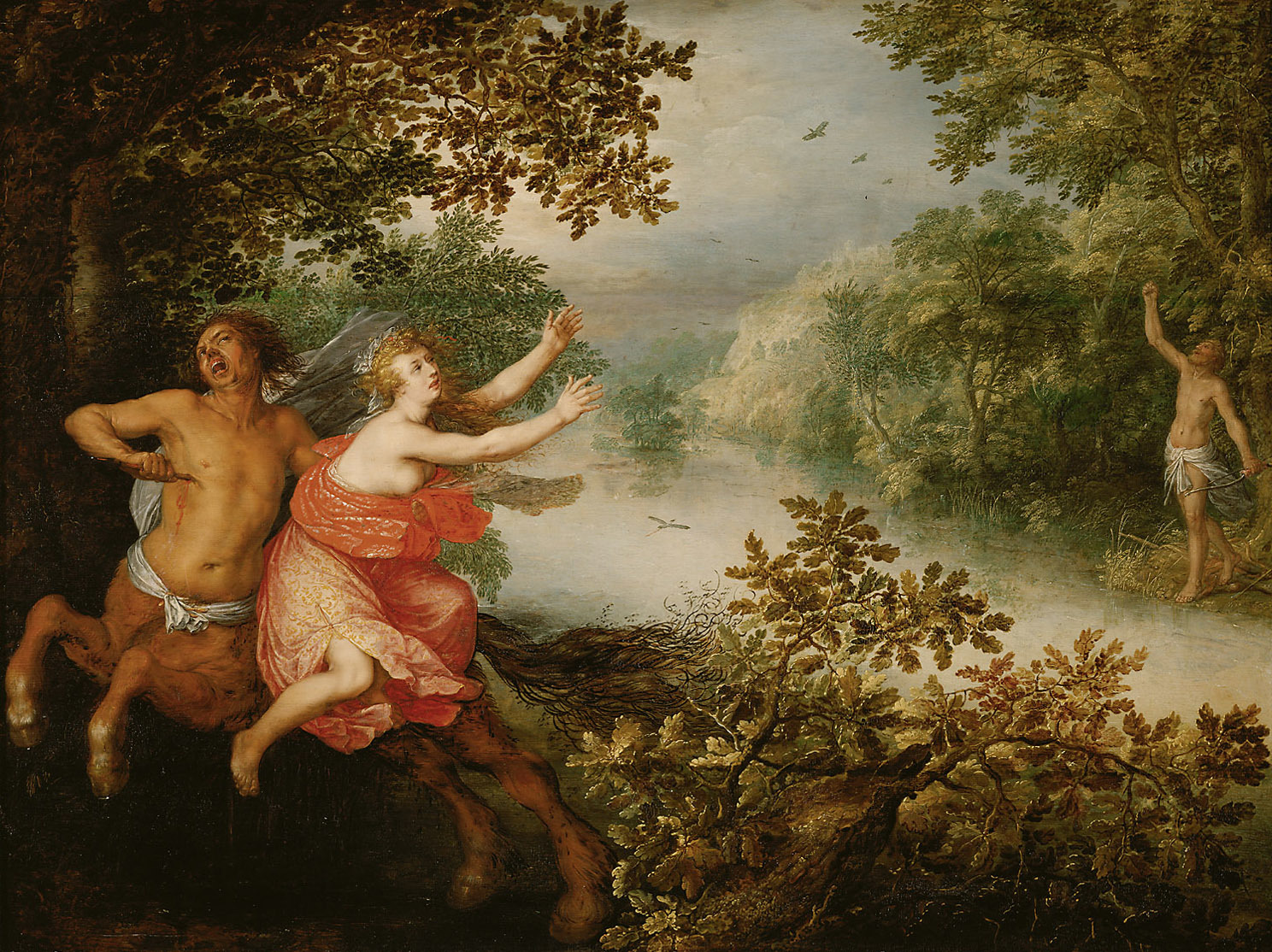
ケンタウロスのネッソスにさらわれるデーイアネイラとヘラクレス
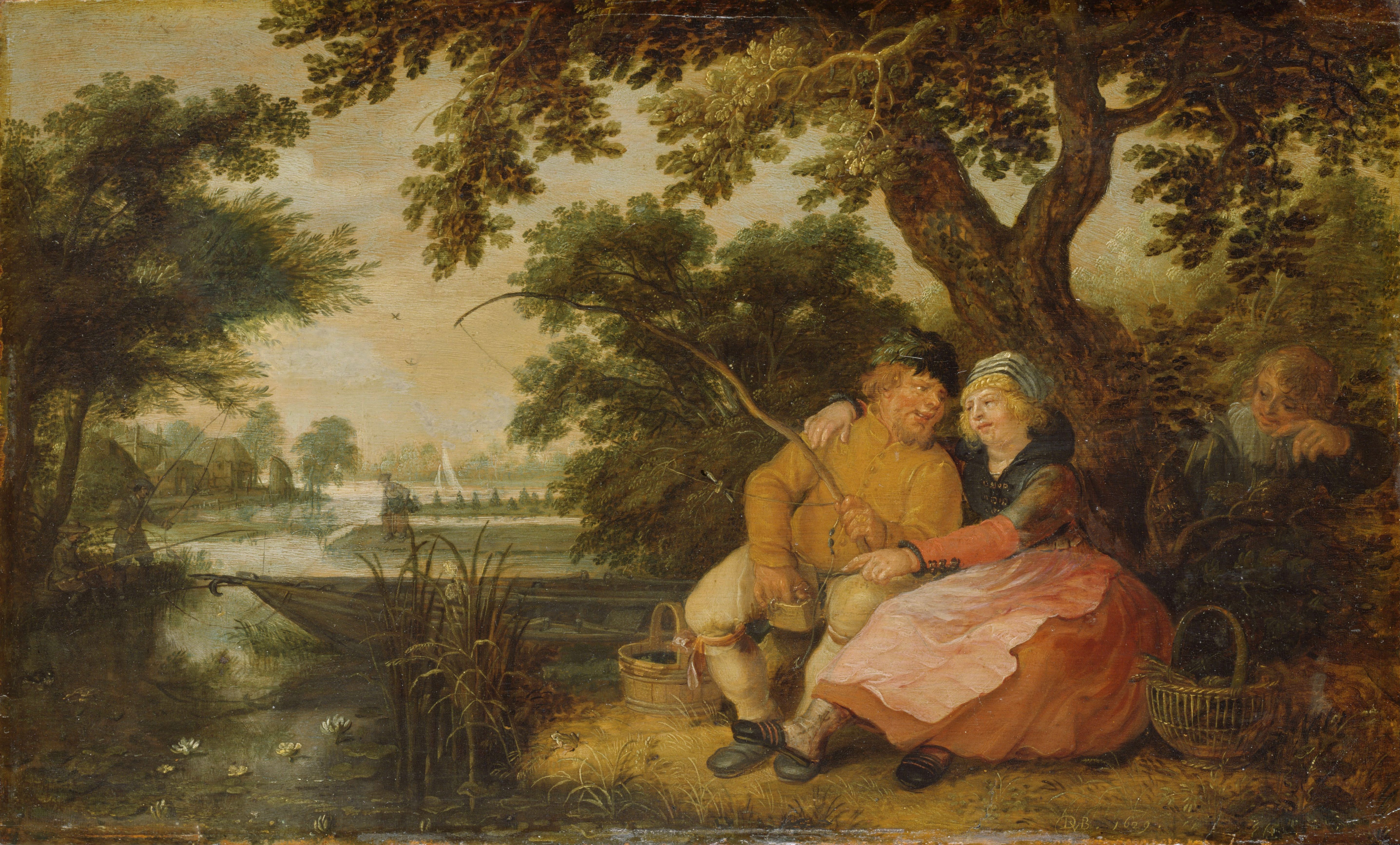
恋人のいる風景画